# BDS-beweging
De BDS-beweging (Engels: BDS Movement) is een internationale beweging die in een wereldwijde campagne oproept tot verzet tegen Israël, met als doel dat land te bewegen om zijn verplichtingen met betrekking tot de mensenrechten van de Palestijnen na te komen. De BDS-beweging wordt ook kortweg aangeduid met het synoniem en acroniem BDS. Het acroniem staat voor het Engelse Boycott, Divestment and Sanctions of het Nederlandse 'Boycot, Desinvestering en Sancties'.
De BDS-campagne startte op 9 juli 2005 op initiatief van 171 Palestijnse organisaties van over de hele wereld. De internationale campagne wordt vanuit Ramallah gecoördineerd door het 'Palestinian BDS National Committee' (BNC), dat in 2007 werd opgericht. BDS wordt door een groot aantal niet-gouvernementele organisaties (ngo's) ondersteund. De BDS-campagne wordt bekritiseerd en bestreden door Israël en pro-Israëlische politici en lobbyorganisaties, met name in Amerika en Europa, door de BDS-beweging en zijn acties te bestempelen als antisemitisch en ontkennen van het bestaansrecht van Israël onder het mom van tegen de bezetting van Palestijns gebied zijn.

## Achtergrond
Na de Arabisch-Israëlische Oorlog van 1948 had de Arabische bevolking van Palestina haar land verloren, tussen 450 en 542 dorpen/stadsbuurten waren in de oorlog ontvolkt en de meeste met de grond gelijk gemaakt en tussen de 700.000 en tegen de 800.000 Palestijnen waren gevlucht/verdreven. Deze gebeurtenis wordt door Palestijnen en in een groot deel van de Arabische wereld de Nakba genoemd wat 'catastrofe' betekent. Tot in 1966 kwamen zij die nog in Israël verbleven onder militair bestuur. 
In de Zesdaagse Oorlog van 1967 veroverde en bezette Israël het, na de Arabisch-Israëlische oorlog van 1948, overgebleven gebied van Palestina wat toen door Arabische landen bezet was, en wel de Westelijke Jordaanoever met Oost-Jeruzalem en de Gazastrook, samen bekend als de Bezette Palestijnse gebieden. Ook nu was er weer een grote vluchtelingenstroom. Hier bouwde Israël vervolgens een groot aantal, volgens internationaal recht illegale, Joodse nederzettingen. In 1980 annexeerde Israël Oost-Jeruzalem en de omliggende gebieden. 
Eind 1987 brak er een grote Palestijnse opstand uit, de Eerste Intifada, die duurde tot 1993. Tussen 1993 en 1995 sloten de PLO en Israël de Oslo-akkoorden. Daarin werd overeengekomen dat de partijen zouden gaan onderhandelen over de conflictpunten, wat uiterlijk in mei 1999 had moeten uitmonden in een vredesverdrag. Ondertussen bouwde Israël verder aan de nederzettingen in de Palestijnse gebieden. De onderhandelingen waren niet succesvol. Er kwam geen einde aan de bezetting en de Palestijnen kregen alleen een beperkte autonomie in een beperkt gebied onder bestuur van de Palestijnse Autoriteit.
In 2001 brak er opnieuw een grote opstand uit, de Tweede Intifada. Israël breidde zijn militaire aanwezigheid in de Bezette gebieden verder uit en begon in 2002 met de bouw van een lange afscheidingsmuur op de Westelijke Jordaanoever, naar eigen zeggen alleen maar als zelfverdediging, volgens critici waren er echter meer motieven. De muur werd daarom grotendeels gebouwd op Palestijns grondgebied en niet op de officiële grenslijn. Dit was de aanleiding van het Internationaal Gerechtshof in Den Haag om in een advies-oordeel op 9 juli 2004 de bouw van de Barrière een schending van internationaal recht te verklaren. Het Hof concludeerde dat de Barrière afgebroken moest worden en dat er schadevergoedingen moesten worden betaald aan benadeelde Palestijnen. Met de dood van president Yasser Arafat in november 2004 en een verklaring op een politieke top tussen Ariel Sharon en Mahmoud Abbas op 8 februari 2005 in Sharm El Sheikh (Egypte) kwam er wel een eind aan de Tweede Intifada, maar niet aan het conflict. De vluchtelingen worden bijgestaan door UNRWA.

## Oorsprong van de BDS-beweging en organisatie
Boycott, Divestment, Sanctions (BDS) vertaald als Boycot, Desinvestering en Sancties, is een door Palestijnen opgerichte en geleide beweging, die streeft naar vrijheid, gerechtigheid en gelijkheid voor het Palestijnse volk. Zij wil dit op een geweldloze wijze bereiken.
De BDS-beweging begon in juli 2005 met een oproep van 171 Palestijnse organisaties. Tot de oprichters behoorde de PACBI, die een jaar eerder had opgeroepen tot een academische en culturele boycot. Op de eerste Palestijnse BDS-conferentie in Ramallah in 2007 werd het BDS National Committee (BNC) opgericht, dat verantwoordelijk is voor de internationale coördinatie van de activiteiten van de Beweging en ook haar website onderhoudt. BDS kreeg vervolgens wereldwijd steun van organisaties – zoals een groot aantal niet-gouvernementele organisaties (ngo's) – en individuele personen (waaronder vele bekende), die de BDS-eisen onderschrijven.
In Nederland wordt de organisatie vertegenwoordigd door DocP (stichting Diensten en Onderzoek Centrum Palestina). Sinds juni 2020 coördineert DocP de BDS-activiteiten in Nederland onder de naam “BDS Nederland”, met het internationale logo van de BDS-beweging. De stichting DocP blijft zelf voortbestaan.

## Idealen
De BDS-beweging wil opkomen voor de rechten van het Palestijnse volk. De beweging richt zich op de belangen van de Palestijnen die leven op de Westelijke Jordaanoever, in Oost-Jeruzalem en in de Gazastrook, maar ook op de Palestijnen die in Israël wonen en de nakomelingen van de in 1947-1949 uit historisch Palestina verdreven Palestijnen. Het ziet de bezetting van de Palestijnse gebieden als een moderne vorm van kolonisatie.
Een van de oprichters van PACBI is Omar Barghouti. In een interview in 2009 gaf Barghouti zijn visie op de toekomst van historisch Palestina, waarin hij geen plaats ziet voor een Joodse staat met basiswetten die discrimineren tussen Joden en niet-Joden. Een tweestatenoplossing is volgens Barghouti onmogelijk gemaakt. Net zoals BDS tegen een moslimstaat of een christelijke staat is, is zij ook tegen een joodse staat in enig deel van Palestina.

## Doel en middelen
De BDS-beweging roept op tot boycot, desinvesteringen en sancties totdat Israël "volledig voldoet aan zijn verplichtingen volgens het internationaal recht".
Het stelt daarbij de volgende drie eisen:
1. Het beëindigen van de militaire bezetting en de kolonisatie (door middel van Israëlische nederzettingen) van het gehele Arabische gebied dat in juni 1967 bezet werd en het afbreken van de Israëlische muur;
2. Het erkennen van de fundamentele rechten en de volledige gelijkwaardigheid van de Arabisch-Palestijnse inwoners van Israël;
3. Het respecteren, beschermen en bevorderen van de rechten van Palestijnse vluchtelingen om terug te kunnen keren naar hun huizen en bezittingen. (Resolutie 194 Algemene Vergadering Verenigde Naties).

De oproep tot boycot betreft het intrekken van de internationale steun voor Israël en voor internationale bedrijven die betrokken zijn bij de schending van Palestijnse mensenrechten. Het gaat om de boycot van bedrijven die technologie of diensten aan Israël leveren die worden ingezet voor het versterken en handhaven van de bezetting van Palestina, of voor de onderdrukking van de Palestijnen. Bijvoorbeeld bedrijven die voor Israël bouwen in Oost-Jeruzalem of in Israëlische nederzettingen. Of levering van bulldozers die gebruikt worden om Palestijnse huizen en gebouwen te slopen. Ook betreft het bedrijven die de mensenrechten schenden, zoals Bed and Breakfast-bedrijven die opereren in de bezette gebieden. Onderdeel van de boycot van producten uit de nederzettingen is het streven naar de invoering en handhaving van etikettering van deze producten, zodat zij als zodanig herkenbaar zijn. De Mensenrechtenraad van de Verenigde Naties (UN Human Rights Council) is al sinds 2016 bezig met het opstellen van een zwarte lijst van bedrijven die zaken doen met de nederzettingen, ondanks tegenwerking van Israël en de Verenigde Staten.
De oproep tot desinvesteren betreft het terugtrekken van investeringen in bedrijven die handelen in strijd met de doelstellingen van BDS. De oproep is gericht aan banken, gemeenteraden, kerken, pensioenfondsen en universiteiten. Het betreft bijvoorbeeld beleggingen in de productie of levering van wapens die tegen de Palestijnen worden ingezet.
De oproep tot sancties beoogt regeringen onder druk te zetten, om hun verplichtingen na te komen, om Israël ter verantwoording te roepen, door beëindiging van militaire- en wapenhandel en vrijhandelsverdragen, het verbreken van diplomatieke banden en ook om het land uit forums als VN-organisaties en de FIFA te weren. BDS wijst daarvoor op de verplichting van staten om derde staten te dwingen zich te houden aan onvoorwaardelijke basisnormen volgens internationaal recht.
De VN-organisatie ESCWA (United Nations Economic and Social Commission for Western Asia) riep in 2017 regeringen, burgermaatschappijen en private sectoren op tot het steunen van BDS vanwege de Israëlische apartheid die het verklaarde te hebben vastgesteld.

## Strategie
Om haar doelstellingen te bereiken zet BDS in op de vergelijking van Israël met voormalig Zuid-Afrika. De BDS-beweging ziet zichzelf als het equivalent van de anti-apartheidsbeweging, die de boycot van de apartheid in Zuid-Afrika succesvol inzette om het apartheidsregime ten val te brengen. Zij ziet een overeenkomst tussen het regime van de Staat Israël en het toenmalige apartheidsregime. BDS zegt daarbij niet, dat Israël een apartheidsstaat noemen betekent, dat diens systeem van discriminatie identiek is aan dat van voormalig Zuid-Afrika. Het stelt eenvoudig, dat Israël's wetten en politiek tegen de Palestijnen grotendeels passen binnen de VN-definitie van apartheid, zoals aangenomen in 1973. De vergelijking is daarom niet slechts een propagandamiddel, maar ook een juridisch argument, verwijzend naar het internationaal recht, dat apartheid aanmerkt als een misdaad tegen de menselijkheid. Net zoals destijds het apartheidsregime van Zuid-Afrika ten val werd gebracht door een internationale boycot, zo wil BDS ook Israël dwingen tot een verandering van zijn politiek. BDS noemt een groot aantal Israëlische praktijken, waardoor volgens haar het regime van Israël voldoet aan de VN-definitie van apartheid.
Naast een aantal algemene campagnes, zoals de jaarlijkse wereldwijd gevoerde "Israëlische Apartheid Week" (IAW), voert de BDS-beweging ook ad hoc-acties uit, zoals het oproepen tot het boycotten van evenementen in Israël, of optredens elders van Israëlische burgers.

### Academische en culturele boycot
Een specifieke boycotactie is de permanente Palestijnse Campagne voor de Academische en Culturele Boycot van Israël (PACBI). Volgens BDS zijn de Israëlische instituties fundamenteel en hardnekkig medeplichtig aan Israëls ontkenning van Palestijnse rechten volgens Internationaal recht.
De academische boycot is gericht op boycot van Israëlische wetenschappelijke instituten, echter zonder inbreuk te maken op de universele academische vrijheid. Daarom worden Israëlische wetenschappers in principe alleen geboycot, indien zij namens de Israëlische staat of medeplichtige instellingen optreden. De PACBI heeft daarvoor uitgebreide richtlijnen opgesteld.
De culturele boycot is volgens de BDS-richtlijnen, evenals de academische, niet gericht op individuen tenzij zij specifiek de Staat Israël vertegenwoordigen, zoals bijvoorbeeld bij het Eurovisiesongfestival of internationale sportevenementen die in Israël worden gehouden, of als de persoon expliciet de Israëlische politiek verdedigt. BDS vindt het problematisch als cultuur en wetenschap worden gebruikt om het imago van Israël als een normale staat te versterken. BDS noemt dit witwassen of rozewassen (whitewashing of pinkwashing), ofwel normalisatie ("normalization") van een abnormale situatie.
In een open brief van januari 2025 vroegen meer dan 1.200 professoren en decanen, en duizenden studenten, om alle samenwerkingen met Israëlische universiteiten vanuit België stop te zetten. De ondertekenaars zijn van oordeel dat Israëlische universiteiten - direct of indirect - gelinkt zijn aan de Israëlische overheid en het leger, en bijgevolg medeplichtig zijn aan de genocide in Gaza. Ze verwijzen naar gelijkaardige academische acties in het verleden tegen Iran rond de zaak-Djalali, en tegen Rusland naar aanleiding van de Russische invasie van Oekraïne.

## Reacties van Israël
Israël beschouwt de BDS-beweging als een strategische bedreiging. Het ministerie van Strategische Zaken en Informatie, ook wel aangeduid als het anti-BDS-ministerie, is speciaal belast met de bestrijding van BDS. Sinds 2015 coördineert dit ministerie de ontwikkeling en uitvoering van het anti-BDS-beleid. In juni 2015 werd hiervoor een bedrag van minimaal $25 miljoen (NIS 100 miljoen) uitgetrokken. In 2016 was er een budget van $32 miljoen. In 2018 was het jaarbudget al opgelopen tot $75 miljoen.

### 2011
Begin 2011 richtte de Militaire Geheime dienst een "Delegitimering-dienst" (Delegitimization Department) op, om wereldwijd gegevens te verzamelen over organisaties die banden hebben met BDS. Israëli's worden door de Shin Bet in de gaten gehouden. De geïntroduceerde vage term "delegitimering" was nog niet gedefinieerd en het was nog onduidelijk, welke zaken hier onder zouden vallen.
In juli 2011 nam Israël een antiboycotwet aan, getiteld "Law for Prevention of Damage to the State of Israel through Boycott", die burgers verbiedt op te roepen tot een boycot van Israël en van de Israëlische nederzettingen in de door Israël bezette gebieden, waaronder de Westelijke Jordaanoever. Ook het boycotten van culturele en academische instellingen in de nederzettingen valt eronder. Elke persoon of organisatie die zo'n oproep doet, kan door eenieder worden aangeklaagd en zal schadevergoedingen moeten betalen. En voor straf zal die organisatie door Israël zelf worden geboycot. De wet werd door velen gezien als een inperking van de vrijheid van meningsuiting. Het Amerikaanse ministerie van Buitenlandse Zaken achtte de wet in strijd met fundamentele democratische rechten. Tientallen recht-hoogleraren noemden de wet ongrondwettelijk en zeer schadelijk voor de vrijheid van meningsuiting en van demonstratie en de wet is volgens een van de initiatiefnemers "een klassiek geval van tirannie van de meerderheid".

### 2015
Op een in juni 2015 door Sheldon Adelson in Las Vegas georganiseerde BDS-crisistop zei Benjamin Netanyahu, dat de "de-legitimatie van Israël" aan de frontlinie moet worden uitgevochten. Op het ministerie van Strategische Zaken zouden 10 personen worden aangesteld, die zich alleen met boycot en de-legitimatie zullen bezighouden. Adelson financiert de Maccabee Task Force (MTF) van pro-Israël studenten, die sinds 2015 de BDS-beweging bestrijden op de universiteitscampussen in de VS. Sinds 2019 heeft deze MTF zijn anti-BDS-acties uitgebreid naar landen buiten de VS.

### 2016
In 2016 had Strategische Zaken een budget van 128 miljoen shekels ($36 miljoen) voor de bestrijding van "delegitimatie". Volgens Ynet was dit bijna $26 miljoen. Een deel daarvan was bestemd voor het inhuren van intelligence-bedrijven, om activisten in kaart brengen en voor internetacties, uitgevoerd door voormalige topspionnen en cyberexperts. Beambten worden ingezet, om vijandige Facebookpagina's en Twitteraccounts te doen verwijderen. In een door Google gesponsorde workshop werd in Tel Aviv ondernemers geleerd, hoe informatie over BDS-activiteiten in kaart kunnen worden gebracht.
Vele miljoenen worden besteed aan activiteiten in andere staten. Het ministerie trainde zo'n 200 personen, om in het buitenland het narratief van Israël als apartheidsstaat tegen te gaan. In 2016 betaalde Strategische Zaken een training voor sociale media-activisten, die daarna door het ministerie gericht worden ingezet tegen "delegitimatie-groepen". Daarnaast wordt de vakbond Histadrut ingezet om de invloed van BDS via bonden in het buitenland te bestrijden. De Jewish Agency organiseert activiteiten gericht op studenten in de VS, terwijl Israël samen met de Zionistische Federatie van Verenigd Koninkrijk 3 miljoen NIS betaalde, om daar "anti-Israël-activiteiten" te beïnvloeden.
In datzelfde jaar werd onthuld dat het ministerie van Strategische Zaken personeel had geworven om een "lastercampagne"-afdeling te leiden, die informatie moet verzamelen over organisaties en zij die leiding geven aan "de-legitimization", zodat het ministerie een "counter-de-legitimization" kan opzetten, rechtstreeks of via niet-gouvernementele entiteiten. In augustus van dat jaar werd daartoe een "joint team" samengesteld, om wereldwijd persoonlijke informatie over buitenlandse BDS-activisten te verzamelen, om hen uit Israël te kunnen weren of het land uit te zetten.
In april 2016 toonde Amnesty International zich bezorgd over intimidaties, aanvallen en bedreiging van Omar Barghouti en andere BDS-activisten en over een uitlating door Minister Yisrael Katz, dat Israël zich zou moeten inlaten met "gerichte civiele eliminaties" van BDS-leiders, wat werd opgevat als een oproep tot liquidaties, in Israël bekend als targeted assassinations.
De Israëlische regering contracteerde in 2016 in het geheim een Amerikaans advocatenkantoor, om wereldwijd BDS-ers aan te klagen en betaalde ambassades en Joodse organisaties voor propaganda-activiteiten op universiteiten.

### 2017
In maart 2017 werd een wet aangenomen, waarmee iedere buitenlander die oproept tot een boycot, of lid is van een organisatie die daar voor pleit, toegang tot het land kan worden geweigerd. Ook kunnen zij zich niet meer in Israël vestigen, als ze het land zijn uitgereisd. De directeur van mensenrechtenorganisatie B’Tselem maakte bezwaar tegen grenscontrole als "gedachtecontrole". Hij wees er op, dat Israël, uitgezonderd Rafah bij Egypte, ook de grenzen van Palestina controleert. Het kan daarmee dus naar willekeur iedereen de toegang tot de door Israël bezette gebieden ontzeggen. Jewish Voice for Peace noemde het een discriminerend reisverbod voor supporters van geweldloze acties, om Israëls schending van Palestijnse rechten te stoppen. De Israëlische organisatie Peace Now noemde de wet noch joods, noch democratisch. Voorstanders vonden het eenvoudig een zaak van zelfverdediging tegen hen die het land schade zouden willen toebrengen.
Na een database over buitenlandse BDS-activisten, wilde Erdan nu ook een database opzetten van Israëlische burgers die betrokken zijn bij BDS, omdat die vaak samenwerken met buitenlandse activisten, maar volgens de vice-Procureur-Generaal was dit onwettig.
In december 2017 kondigde de regering bij de presentatie van het nieuwe anti-BDS-budget aan, een non-profit anti-BDS-organisatie op te gaan zetten van regeringsvertegenwoordigers en buitenlandse donoren, om een maatschappelijke pro-Israël gemeenschap op te zetten Deze moet de "de-legitimatie van Israël" gaan bestrijden. De focus ligt op Europa. De organisatie moet ook gaan lobbyen bij stemmingen in de Verenigde Naties en actief zijn op sociale media. Het aanvangsbudget bedroeg $36 miljoen, samen met de donaties oplopend tot $72 miljoen (NIS 260 miljoen).

### 2018
Op 7 januari 2018 maakte de minister van Openbare Veiligheid, Informatie en Strategische Zaken Gilad Erdan een Israëlische 'Zwarte lijst' bekend waarop 20 BDS-groepen uit onder meer Europa en de Verenigde Staten vermeld staan, voor leden waarvan de toegang tot Israël is verboden. Onder andere Jewish Voice for Peace staat op deze Zwarte lijst, waardoor zelfs Joden hun familie in Israël niet meer kunnen bezoeken. Een andere opmerkelijke toevoeging
is de Quakers-organisatie AFSC (American Friends Service Committee), die in 1947 een Nobelprijs voor de Vrede ontving voor hun hulp aan slachtoffers van de Holocaust en thans opkomt voor de Palestijnen.
In 2018 had minister Gilad Erdan een ontmoeting met Yossi Cohen, hoofd van de Mossad, over samenwerking in 'de strijd tegen de boycotbeweging'. Ook waren er ontmoetingen geweest waarbij de 'Concert company' werd opgericht om op sociale media en andere platforms anti-Israël activisten te bestrijden.

### 2019
In januari 2019 publiceerde het Ministerie van Strategische Zaken en Publieke Diplomatie een 'Special Report' "The Money Trail". Dit rapport was een aanvullende tweede editie van de presentatie van een onderzoek van 25 mei 2018 over instituties van de Europese Unie die (volgens Israël) boycots tegen de Staat Israël steunen. Het netwerk van Europese mensenrechtenorganisaties noemde het rapport onnauwkeurig, onjuist en misleidend.
In februari 2019 publiceerde het Israëlische ministerie van Strategische Zaken een rapport onder de titel "Terrorists in suits" (Terroristen in nette pakken). Het rapport claimt dat niet-gouvernementele organisaties nauwe banden hebben met BDS en andere (door Israël als terroristisch beschouwde) organisaties. Het rapport is bedoeld als propagandacampagne tegen BDS-groeperingen, Palestijnse en mensenrechtenorganisaties en wil daarmee de financiering ervan door de EU en andere staten beïnvloeden. Onder de bijna gelijknamige hashtag #TerroristsInSuits startte het ministerie van Strategische Zaken een Twitteraccount. Hierop wordt een campagne tegen BDS gevoerd, waarin onder andere individuele BDS-leden worden geportretteerd als terroristen. Personen, onder anderen leden van mensenrechtenorganisaties als Addameer (Palestinian Prisoner Solidarity Network) en Al-Haq, zijn ook doelwit van de campagne. Pro-Palestijnse organisaties spreken van een lastercampagne. De campagne wordt gevoerd onder regie van minister Gilad Erdan en is bedoeld om "de ware natuur en doelen van de BDS-beweging bloot te leggen en haar verbindingen met terrorisme en antisemitisme". Volgens de minister is het doel van BDS, Israël van de kaart te vegen en "is BDS een parallel en aanvullend pad naar terrorisme".
Een andere hashtag van het ministerie is "4IL", waarin het rapport wordt gepromoot en door pro-Israël-organisaties en personen onder anderen de leiders van de BDS-beweging verdacht worden gemaakt en geassocieerd met ngo's, die worden bestempeld als het verlengde van terroristische organisaties. 4IL, die haar website mede publiceert onder het logo van het ministerie, voert de campagne tevens op Facebook en andere sociale media.

## Opinies over BDS

### Beschuldigingen van antisemitisme
Diverse critici, waaronder de pro-Israël-lobby, beschuldigen de BDS-beweging ervan antisemitisch van aard te zijn. De redenering is dat Israël een joodse entiteit is, die symbool staat voor "de Jood". Als iemand klassiek-antisemitische thema's gebruikt in zijn kritiek op Israël, zou deze kritiek als antisemitisch geduid moeten worden. De BDS-beweging zegt Israël – met 20% niet-joodse burgers – echter niet als een joodse entiteit te beschouwen, maar als een staat die net als andere staten alle burgers gelijk zou moeten behandelen. Kritiek is gericht tegen de staat en niet tegen de Joden in het algemeen. Daarom is zulke kritiek niet per se antisemitisch. Volgens Omar Barghouti is BDS evenzeer tegen een moslimstaat of een christelijke staat als tegen een joodse staat.
Volgens sommigen hebben aanhangers van BDS zich soms antisemitisch gedragen, maar de beweging zelf verklaart uitdrukkelijk antisemitisme en racisme fel en consequent te veroordelen. De BNC zegt dat degenen die onder de vlag van BDS actie voeren maar zich niet houden aan de richtlijnen, gemaand worden afstand te nemen van de BDS-beweging.
De BNC wijst antisemitisme en andere vormen van racisme uitdrukkelijk af. Ze verklaart zich daarentegen solidair met niet-Palestijnse onderdrukte en gediscrimineerde etnische minderheden.
Een vaak gehoorde beschuldiging is dat de door BDS geuite kritiek op Israël slechts verborgen antisemitisme is. Doorgaans is zo'n beschuldiging noch te bewijzen, noch te weerleggen. De BDS-beweging zegt dat dit soort beschuldigingen alleen worden gedaan om kritiek op Israël in de kiem te smoren.

#### Voorbeelden van beschuldigingen van antisemitisme
- Door enkele Joodse organisaties als de Anti-Defamation League[72] en het Simon Wiesenthal Center[73] wordt de BDS-beweging als antisemitisch gezien. In het (Joods-georiënteerde) blad Forward werd dit in 2013 ter discussie gesteld.[74]

- In Frankrijk werden in 2010 elf BDS-activisten aangeklaagd, omdat zij in een supermarkt tot boycot van Israëlische producten hadden opgeroepen. In eerste instantie werden zij in 2011 door een rechtbank vrijgesproken, maar in 2013 in hoger beroep alsnog veroordeeld tot geldboetes. In cassatie werd de veroordeling bevestigd. In 2020 vernietigde het Europees Hof voor de Mensenrechten de uitspraak echter en kende de activisten elk een schadevergoeding toe plus vergoeding van de kosten. Volgens het Hof valt een oproep tot boycot onder het recht van vrije meningsuiting, mits dit op niet-discriminerende wijze gebeurt. Zo'n oproep mag polemisch en virulent zijn, maar niet ontaarden in geweld, haat of intolerantie. Het Hof sprak zich niet uit over de aard van de BDS-beweging in het algemeen.[75][76][77]

- In 2017 kwamen achtereenvolgend de burgemeesters van de Duitse steden Frankfurt, München en Berlijn in het geweer tegen de BDS-beweging. De CDU-burgemeester van Frankfurt zei dat voor hem de BDS-beweging "diep antisemitisch" is. De SPD-burgemeester van Berlijn gaf na contacten met de Duitse Centrale Joodse Raad aan: "BDS staat met antisemitische borden voor winkels in Berlijn. Dit zijn onverdraaglijke methoden uit het nazitijdperk. We zullen al het mogelijke doen om BDS ruimte en geld voor zijn anti-Israëlische hetze te onthouden".[78]
- In november 2018 hield de Joodse lobbygroep European Jewish Association, in samenwerking met Israël, in het Europees Parlement haar jaarlijkse conferentie en trokken een aantal rode lijnen, onder meer dat alle (Europese) politieke partijen een bindende resolutie zouden moeten aannemen, die BDS als fundamenteel antisemitisch zou verklaren.[79][80]

- In januari 2019 noemde de Canadese premier Justin Trudeau de BDS-beweging antisemitisch en in strijd met de "Canadese waarden". Hij beschuldigde de Beweging ervan Joodse studenten aan te vallen en was van mening dat het aanvallen van Israël antisemitisch is.[81]

- De Duitse Bondsdag nam op 17 mei 2019 een motie aan waarin de BDS-beweging als "antisemitisch" wordt aangemerkt. Deze motie werd gesteund door CDU, SPD, FDP en Bündnis 90/Die Grünen, en heeft als gevolg dat de beweging geen overheidssubsidie meer krijgt.[82] Het Duitse blad 'Der Spiegel' publiceerde in juli 2019 een onderzoeksrapport dat wees op de inmenging van pro-Israël groepen in het Duitse parlement (Bondsdag) bij de resolutie in mei 2019 - zij zouden samenwerken met het Israëlische ministerie van Strategische Zaken.[83] Een gerechtshof bepaalde dat de resolutie slechts een politieke uitspraak betrof en geen rechtsgeldigheid heeft.[84] Zo'n 100 parlementsleden hadden kritiek op de resolutie en ook 240 Joodse en Israëlische intellectuelen spraken zich er fel tegen uit: "censuur jegens de vrije meningsuiting en jegens kritiek op Israëls politiek". Vooraanstaande personen werden door onder meer Israëls premier Benjamin Netanyahu, het Wiesenthal Centrum en de Israëlische ambassade van antisemitisme beschuldigd. Onder anderen werden de Kameroense filosoof Achille Mbembe en Christoph Heusgen, voormalig Duits ambassadeur voor de VN, als antisemiet bestempeld. Meer dan 25 culturele topinstituten kwamen onder druk te staan en verklaarden in een persconferentie dat de resolutie een bedreiging was voor de Duitse democratie en de vrijheid van artistieke en academische expressie.[85]
- Bij zijn bezoek aan Israël en de Israëlische nederzettingen op de Westelijke Jordaanoever op 19 november 2020 verklaarde Mike Pompeo, Amerikaans minister van Buitenlandse Zaken onder president Donald Trump, tijdens een persconferentie in Jeruzalem dat de VS de BDS-beweging als antisemitisch zou beschouwen.[86]

### Overige meningen en reacties ten aanzien van BDS
Voorbeelden:
- Desmond Tutu vergeleek in 2002 de situatie in Israël ten aanzien van de Palestijnen met wat er in Zuid-Afrika aan 'apartheid' met de zwarte bevolking was gebeurd.[87] In 2014 pleitte hij tijdens het conflict in de Gazastrook van 2014 voor een wereldwijde boycot van Israël.[88]
- De Nederlandse regering, bij monde van minister van Buitenlandse Zaken Bert Koenders, ziet de BDS-beweging als een vreedzaam en legitiem protest, maar steunt geen boycot van Israël. De minister schreef op 10 juni 2016 in een brief aan de Tweede Kamer: "De beweging die oproept tot “Boycott, Divestment and Sanctions” (BDS-beweging) wordt door een groot aantal NGO’s ondersteund. Het feit dat zij dat doen is voor het kabinet geen afwijzingscriterium voor financiering, aangezien uitlatingen of bijeenkomsten van de beweging worden beschermd door de vrijheid van meningsuiting en de vrijheid van vergadering, zoals onder meer vervat in de Nederlandse Grondwet en het Europees Verdrag voor de Rechten van de Mens."[89]
- Op 16 september 2019 oordeelde een Duitse rechtbank dat de stad Bonn organisaties niet mag uitsluiten van openbare festiviteiten op grond van hun support voor BDS. Daarmee zou de stad inbreuk maken op het principe van gelijkheid en recht van vrijheid van meningsuiting volgens de Duitse grondwet.[90] Het jaar ervoor had een andere Duitse rechtbank m.b.t. de gemeente Oldenburg geoordeeld dat haar weigering in 2016 om een BDS-vereniging een zaal voor een lezing te verhuren onrechtmatig was.[91] En in januari 2022 oordeelde het Federale Administratieve Hof in Karlsruhe over een identiek geval in de gemeente München. Ook hier oordeelde het hof dat de BDS-campagne valt onder het recht op vrije meningsuiting en dat de weigering door de gemeente om de Bürgersaal te verhuren dus onrechtmatig was.[92]
- Het Hooggerechtshof in het Verenigd Koninkrijk oordeelde op 29 april 2020 dat het in 2016 ingevoerde verbod aan gemeentes op het beleggen van pensioenen in het buitenland onwettig is. De Palestijnse Solidariteits Campagne (PSC) was tegen dat verbod in hoger beroep gegaan. Deze uitspraak betekent dat gemeentes vrij zijn om beleggingen in Israëlische industrieën terug te trekken (divestment). Enkele maanden voor de uitspraak had de Britse premier Johnson plannen geïntroduceerd voor een nieuwe wet met een soortgelijk verbod voor gemeentes, in het bijzonder met het oog op de BDS-campagne.[93]

## Hasbara
Elk initiatief inzake BDS wordt actief bekritiseerd via 'publieksdiplomatie van Israël', beter bekend als hasbara. Overheidsinstanties en organisaties zoals StandWithUs, het American Israel Public Affairs Committee (AIPAC), The Washington Institute for Near East Policy (WINEP), de Anti-Defamation League (ADL), Christians United for Israel (CUFI),  AMCHA, de Israel on Campus Coalition en anderen. Deze laatste bijvoorbeeld verzamelt en publiceert gegevens over de BDS-beweging op Amerikaanse campussen.